# الأردن في الألعاب الآسيوية داخل الصالات المغلقة والفنون القتالية

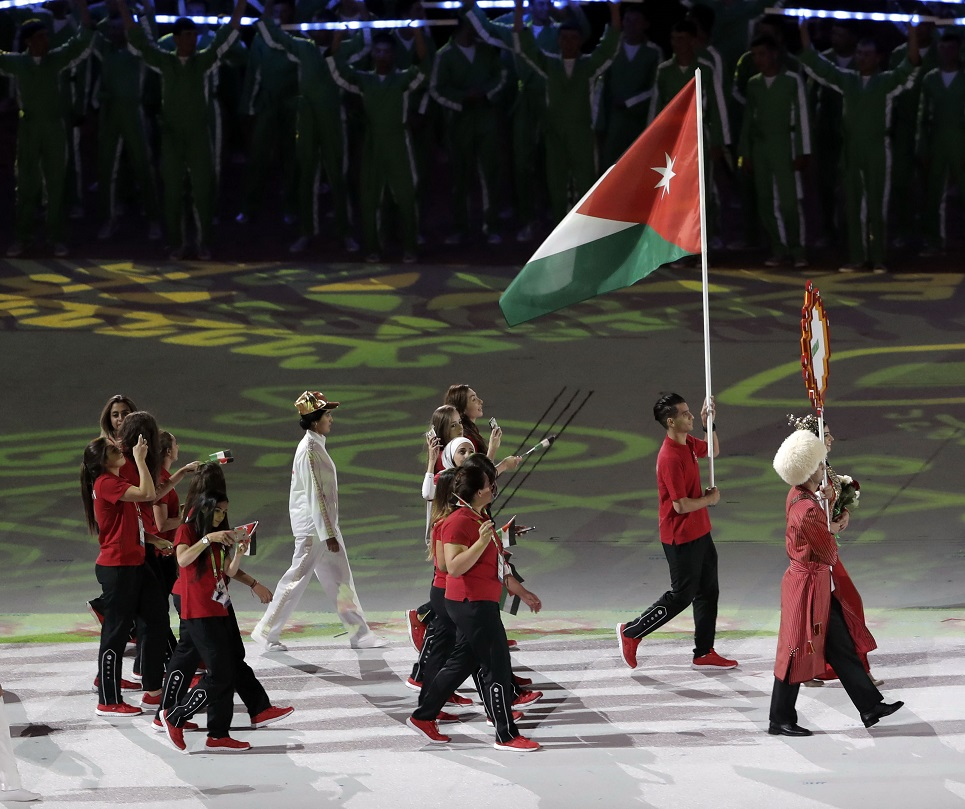
دخول البعثة الأردنية في افتتاح النسخة الخامسة من دورة الألعاب الآسيوية داخل الصالات في تركمانستان عام 2017

شارك الأردن في جميع نسخ دورة الألعاب الآسيوية داخل الصالات المغلقة والفنون القتالية والتي انطلقت للمرة الأولى في العاصمة التايلاندية بانكوك عام 2005 وتعتبر هذه الدورة ثاني أهم وأكبر حدث رياضي متعدد الألعاب في القارة الآسيوية بعد الألعاب الآسيوية.
خلال مشاركته في النسخ الخمس من دورة الألعاب الآسيوية داخل الصالات المغلقة والفنون القتالية، حقق الأردن 35 ميدالية من بينها 3 ميداليات ذهبية 9 ميداليات فضية 23 ميدالية برونزية.

## تايلاند 2005
شاركى الأردن بالنسخة الأولى، والتي أقيمت في بانكوك من 12 نوفمبر إلى 19 نوفمبر 200، بوفد يتكون من 17 لاعب ولاعبة مثلوا رياضتين هما كرة القدم داخل الصالات للسيدات ومواي تاي ، حيث حققت البعثة الأردنية 6 ميداليات من بينها ذهبية للاعب المواي تاي جاد الوحش وبرونزية واخرى فضية للاعب المواي تاي علي التعمري وبرونزيتين للاعبا المواي تاي أيضاً طلال عناقرة واسماعيل مُعين فيما نال منتخب السيدات لكرة القدم داخل الصالات الميدالية البرونزية.
حلت البعثة الأردنية مع نهاية الدورة في المركز الثالث عشر على سلم جدول ترتيب الميداليات من بين 37 دولة شاركت في الدورة.

## ماكاو 2007
شارك الأردن في النسخة الثانية من دورة الألعاب الآسيوية داخل الصالات المغلقة والفنون القتالية والتي استضافتها ماكاو عام 2007 بوفد ضم ست رياضات هي مواي تاي والكيك بوكسينج والبلياردو والزعانف والسباحة والشطرنج.
حصلت البعثة الأردنية على ميداليتين برونزيتين رسميتين تحققتا من خلال لاعبا المواي تاي علي التعمري وياسر أبو صفية  فيما حصل منتخب الكيك بوكسينج على 13 ميدالية ملونة من بينها 3 ذهبيات و 4 فضيات وست ميداليات برونزية لكن رياضة الكيك بوكسينج كانت استعراضية في هذه الدورة أي أن نتائج ميدالياتها لا تُحسب في المجموع العام للميداليات مع نهاية الدورة.
بميداليتين برونزيتين حلت البعثة الأردنية في المركز 27 من بين 44 دولة شاركت في منافسات الدورة.

## فيتنام 2009
شارك الأردن في النسخة الثالثة من دورة الألعاب الآسيوية داخل الصالات المغلقة والفنون القتالية والتي استضافتها فيتنام عام 2009 بوفد ضم ست رياضات هي، كرة قدم داخل الصالات (رجال وسيدات) وكرة السلة 3 ضد 3 (رجال وسيدات) ومواي تاي والكيك بوكسينج والسباحة والشطرنج.
حصدت البعثة الأردنية على ست ميداليات ملونة في هذه النسخة من بينها ذهبية من خلال لاعب الكيك بوكسينج محمود الخطيب و4 فضيات من خلال منتخب السيدات لكرة القدم داخل الصالات ولاعبا الكيك بوكسينج مؤيد أبو حماد وجاد الوحش ولاعب المواي تاي ياسر أبو صفية فيما حصل لاعب المنتخب الأردني للمواي تاي سيف الزقزوق على الميدالية البرونزية.
مع هذه الحصيلة من الميداليات، حلت البعثة الأردنية في المركز الحادي والعشرين على سلم ترتيب جدول ميداليات الدورة من بين 42 دولة شاركت في الدورة.

## كوريا الجنوبية 2013
شارك الأردن في النسخة الرابعة من دورة الألعاب الآسيوية داخل الصالات المغلقة والفنون القتالية والتي استضافتها مدينة إنتشون الكورية الجنوبية عام 2013 حيث اقتصرت المشاركة الأردني على رياضتي الكيك بوكسينج ومواي تاي.
وحصدت البعثة الأردنية في هذه النسخة 5 ميداليات ملونة (فضيتان و 3 ميداليات برونزية) جميعها تحققت من خلال منتخب الكيك بوكسينج وجاءت الميداليات على النحو التالي : فرح حطاب (فضية) وأحمد الجراجرة (فضية) وبراء العبسي (برونزية) وعدي أبو حصوة (برونزية) وبلال البزايغة (برونزية).
مع انتهاء هذه النسخة، حلت البعثة الأردنية في المركز التاسع عشر على سلم جدول ترتيب الميداليات من بين 43 دولة شاركت في البطولة.

## تركمانستان 2017
شارك الأردن في النسخة الخامسة من دورة الألعاب الآسيوية داخل الصالات المغلقة والفنون القتالية والتي أقيمت في عشق أباد، تركمانستان في عام 2017 ، بوفد يقارب الـ 120 لاعباً ولاعبةً في ثلاث عشرة رياضة هي، كرة السلة 3 ضد 3 ، الجيوجيتسو ، المصارعة ، التايكواندو ، البلياردو والسنوكر، المواي تاي ، رفع الاثقال ، ألعاب القوى داخل الصالات ، الكيك بوكسينغ ، السباحة ، خماسيات كرة القدم، الشطرنج ورياضة الألعاب الإلكترونية.
ونجحت البعثة الأردنية في حصد 17 ميدالية ملونة خلال مشاركتها في نسخة تركمانستان (ذهبية واحدة وفضيتان 14 ميدالية برونزية) وهي أكبر عدد من الميداليات للأردن في تاريخ البطولة حيث تحققت هذه الميداليات عبر اللاعبين واللاعبات، رنا قبج - الجوجيتسو (ذهبية وبرونزية) ، حمزة الرشيد - الجوجيتسو (فضية) ، محمد البري - المواي تاي (فضية) ، ربى الصايغ - الجوجيتسو (برونزيتان). إضافةً إلى ميدالية برونزية لكلاً من، حيدر الرشيد وزيد سامي بالجوجيتسو، ابراهيم جمعة ، عدي أبو حصوة ، علي خلف ، حمزة أبو غزلة ومحمد سلامة بالكيك بوكسينغ، أنس عداربة ، صالح الشرباتي ، بانا ضراغمة وجوليانا الصادق بالتايكواندو.
واحتل الأردن المركز الرابع والعشرين على سلم ترتيب الميداليات من 63 دولة شاركت في هذه النسخة من قارتي آسيا وأقيانوسيا.